# Reino Poutanen
Reino Richard Poutanen, född 21 februari 1928 i Åbo, död 14 april 2007, var en finländsk före detta roddare.
Poutanen blev olympisk bronsmedaljör i fyra med styrman vid sommarspelen 1956 i Melbourne.